# Tatianyx
Tatianyx là một chi thực vật có hoa trong họ Hòa thảo (Poaceae).

## Loài
Chi Tatianyx gồm các loài: